# Voria dicta
Voria dicta är en tvåvingeart som beskrevs av Giglio-tos 1893. Voria dicta ingår i släktet Voria och familjen parasitflugor. Inga underarter finns listade i Catalogue of Life.